# العدو الأكبر

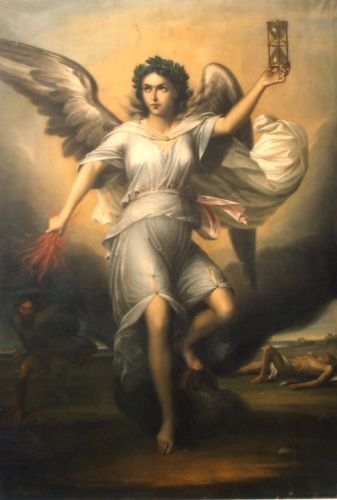
تصوير العدو الذي اندمج مع الأدريستيا في بعض الطوائف اليونانية.

العدو الأكبر أو العدو اللدود هو العدو الرئيس لشخص ما. وهو في أدب الخيال العدو الأبرز شخصية بطل الرواية أي البطل.